# Otto Heine
Heinrich Otto Heine (* 13. Januar 1832 in Eisleben; † 3. Juni 1906 in Weimar) war ein deutscher Klassischer Philologe, Geheimer Rat und Gymnasialdirektor.

## Leben
Heinrich Otto Heine war der Sohn von Friedrich Heine und Friederike Giseke, einer Schwester des Dichters Robert Giseke. Bis 1849 besuchte er das Gymnasium in Eisleben, studierte in Berlin und Halle, wo er 1854 mit einer Arbeit über Ciceros Tusculanae disputationes promoviert wurde. Anschließend lehrte er zunächst als Probekandidat am Gymnasium zum Grauen Kloster in Berlin, dann ab 1855 als Adjunkt an der Landesschule Pforta bei Naumburg. 1860 wurde er als ordentlicher Lehrer an das Friedrich-Wilhelms-Gymnasium in Posen berufen. Zwei Jahre später wechselte er an das Wilhelm-Ernst-Gymnasium Weimar, wo er den Titel eines Professors trug. Von 1868 bis 1870 fungierte er als Direktor des Gymnasiums zu Hirschberg.
Von 1870 bis 1883 war Heine Direktor des Maria-Magdalenen-Gymnasiums in Breslau. Am 15. Oktober 1883 wurde er Direktor der Ritterakademie in Brandenburg an der Havel, wohin ihm sein Schüler Georg Heimann am 6. Januar 1884 folgte. Auch wurde Heine Domherr des Evangelischen Hochstifts Brandenburg.
Otto Heine war mit Meta Bormann verheiratet. Aus dieser Ehe entstammen die Söhne Wolfgang Heine und Wilhelm Heine (um 1865–1923).
Eberhard Gothein äußerte sich über Direktor Heine: Es ist doch nicht wenig, was er mir seinerzeit gegeben hat...
Weiterhin bestand eine freundschaftliche/kollegiale Verbindung zu Wilhelm Paul Corssen.
Otto Heines Erklärungen zur Ausgabe: „Tusculanarum disputationum libri V“ wurden von Max Pohlenz gelesen und  als 4te verb. Auflage durch den Verlag B. G. Teubner, Leipzig, ab 1896 mit den zusammenhängenden Neuauflagen bis 1912 verlegt.

## Veröffentlichungen (Auswahl)
- De Ciceronis Tusculanis disputationibus., Dissertation, Halle 1854 (Digitalisat UCLA).
- Marcus Tullius Cicero. Erkl. von Otto Heine: De officiis ad Marcum filium libri 3. Weidmann, Berlin 1857 (Digitalisat UCLA).
- Marcus Tullius Cicero. Erkl. von Otto Heine:Tusculanarum disputationum libri V., 2. verbesserte Auflage, Leipzig, B.G. Teubner (Digitalisat UCLA).